# L-Trieb

Segelyacht mit L-Trieb (normaler Wellenanlage)

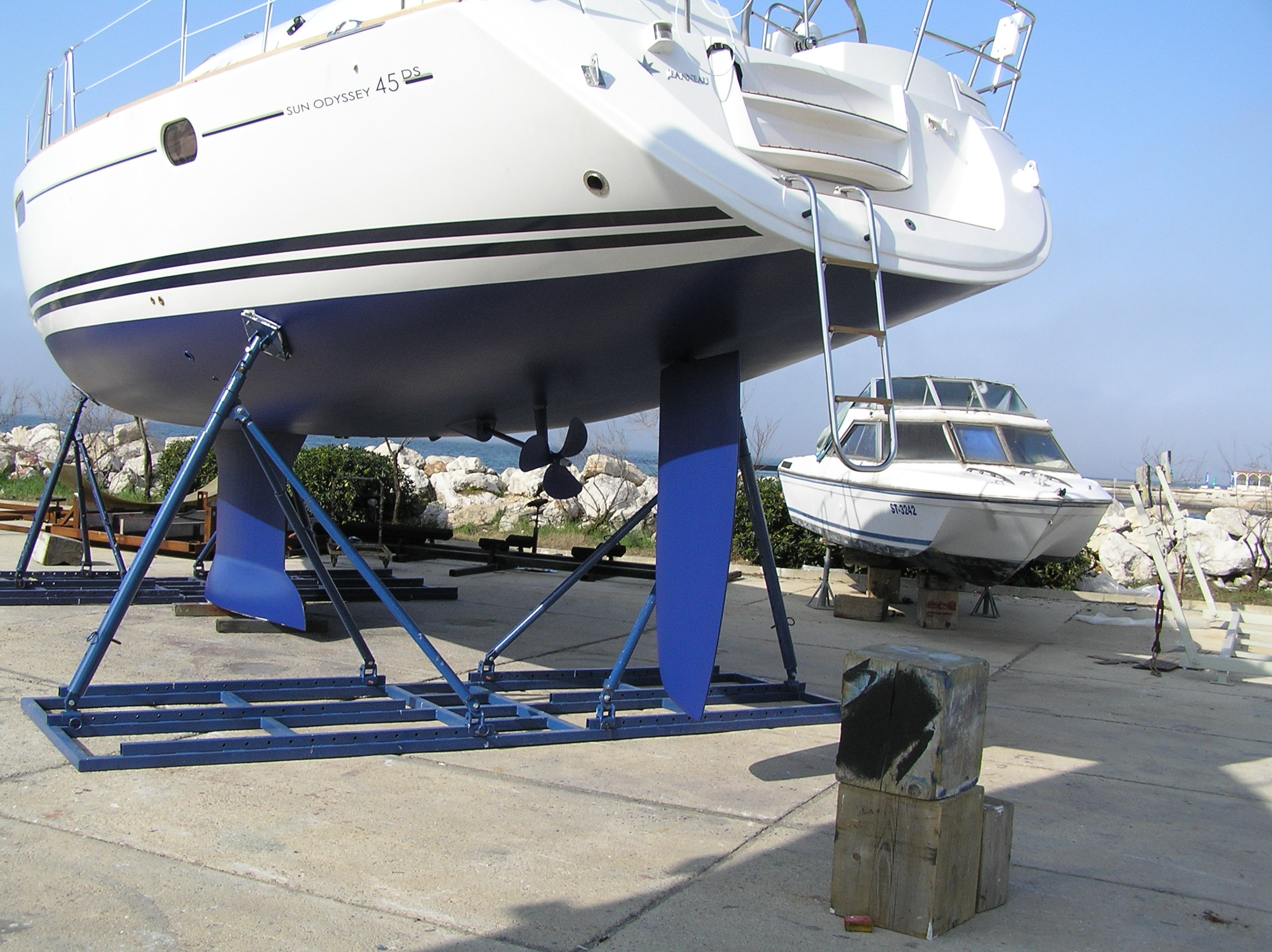
L-Trieb einer SunOdyssey 45

L-Trieb bezeichnet bei Motor- oder Segelyachten überwiegend verwendete Wellenanlage. 
An Motor und Wendegetriebe ist direkt, quasi als Verlängerung der Kurbelwelle, die Propellerwelle angebracht. Die Propellerwelle tritt über die Stopfbuchse aus dem Schiffsrumpf aus, bei Langkielern nahezu waagrecht, bei Kurzkielern schräg nach unten geneigt, wobei sie bei Kurzkielern zusätzlich von dem Wellenbock gehalten wird. Direkt am Ende der Propellerwelle befindet sich der Propeller.
Der Propeller befindet sich sehr weit achtern am Schiffsrumpf, so dass Schiffe mit L-Trieb einen sehr ausgeprägten Radeffekt aufweisen.